# Jana Klusáková
Jana Klusáková, roz. Jana Zvoníčková (* 3. července 1941 Písek), je rozhlasová a televizní moderátorka, publicistka a překladatelka.

## Život
V dětství zpívala v Pražském dětském sboru, v mládí ve Vysokoškolském uměleckém souboru. Vystudovala ruštinu a češtinu na FF UK, pak postgraduálně estetiku. V 60. letech pracovala ve filmovém průmyslu (titulky) a v tehdy populárním programu Československého rozhlasu Mikrofórum měla týdenní desetiminutovku o filmových novinkách. Přispívala do týdeníku Student. Od roku 1967 byla aspirantkou moskevského Ústavu dějin umění, oboru filmová věda. Po srpnové okupaci studium sama ukončila a když se v osmém měsíci těhotenství v říjnu 1969 vracela z Moskvy, propašovala v těhotenské sukni mikrofilmy s rukopisem knihy Natálie Gorbaněvské Poledne a Paměti Naděždy Mandelštamové, vdovy po básníku Osipu Mandelštamovi. Zařídila i převezení filmů mnichovskému nakladateli Adalbertu Neimanisovi.
Za normalizace musela v roce 1971 odejít z Ústřední půjčovny filmů, kde pracovala v oddělení propagace, do „svobodného povolání“. Dvacet let tlumočila a překládala z ruštiny (např. Bulgakov, Čechov, Turgeněv, Saltykov-Ščedrin, Petruševská). Až po vydání rukopisů Gorbaněvské a Mandelštamové na Západě na ni v roce 1975 přišlo udání z Moskvy (Vladimir Moroz, krycí název akce: Akce Lina). Byla zatčena a strávila několik měsíců v ruzyňské vazební věznici, ale díky obhajobě Otakara Motejla skončila nakonec jen s podmínečným odsouzením. Koncem 80. let zase směla začít pracovat pro rozhlas.
V lednu 1990 tlumočila na přání prezidenta Václava Havla jeho první setkání s Michailem Gorbačovem v Kremlu, kde byl dohodnut odchod ruských okupačních vojsk z Československa.
Od roku 1995 je redaktorkou ČRo 1, Radiožurnálu (Knihovnička, Kniha týdne, Na scéně, Host Jany Klusákové, Nad věcí). V roce 1999 byla první předsedkyní správní rady Nadace Open Society Fund Praha.

### Publikační činnost
Od roku 1989 píše knižní rozhovory – se sochařem Olbramem Zoubkem, s herci Janou Brejchovou a Jiřím Bartoškou, zpěvačkou Hanou Hegerovou (nepublikováno na přání Hany Hegerové), se sociologem Fedorem Gálem (1992), psychiatrem Františkem Klátilem, s politiky Petrem Pithartem (1992), Jiřím Dienstbierem (1993), Karlem Schwarzenbergem (1993), Václavem Klausem (1997), Janem Rumlem (1998), Otakarem Motejlem (1999), s malířem Vladimírem Kokoliou.
Od roku 1990 přispívá i do týdeníku Respekt. V roce 2002 jí byla udělena novinářská cena Ferdinanda Peroutky.
Od svých deseti let žije v Praze. Má dva dospělé syny: publicistu Pavla a režiséra Víta.